# A Daughter of Confederacy
Pour plus de détails, voir Fiche technique et Distribution.
A Daughter of Confederacy est un film d'espionnage américain sorti en 1913, tourné Jacksonville, en Floride et réalisé par Sidney Olcott, avec Jack J. Clark et Gene Gauntier.

## Fiche technique
- Réalisation : Sidney Olcott
- Scénario : Gene Gauntier
- Production : Gene Gauntier Feature Players
- Distribution : Warner's Feature
- Photographie : Herman Obrock Jr.
- Décors : Allan Farnham
- Longueur : 3 000 pieds
- Date de sortie :
  - États-Unis : 24 février 1913

## Distribution
- Gene Gauntier : Nan, l'espionne
- Jack J. Clark : Capitaine Allison

## Anecdotes
A Daughter of Confederacy a été tourné à Jacksonville en Floride. C'est le premier film de la Gene Gauntier Feature Players, une nouvelle maison de production, créée par Gene Gauntier après sa démission de la Kalem.